# Klapmuts

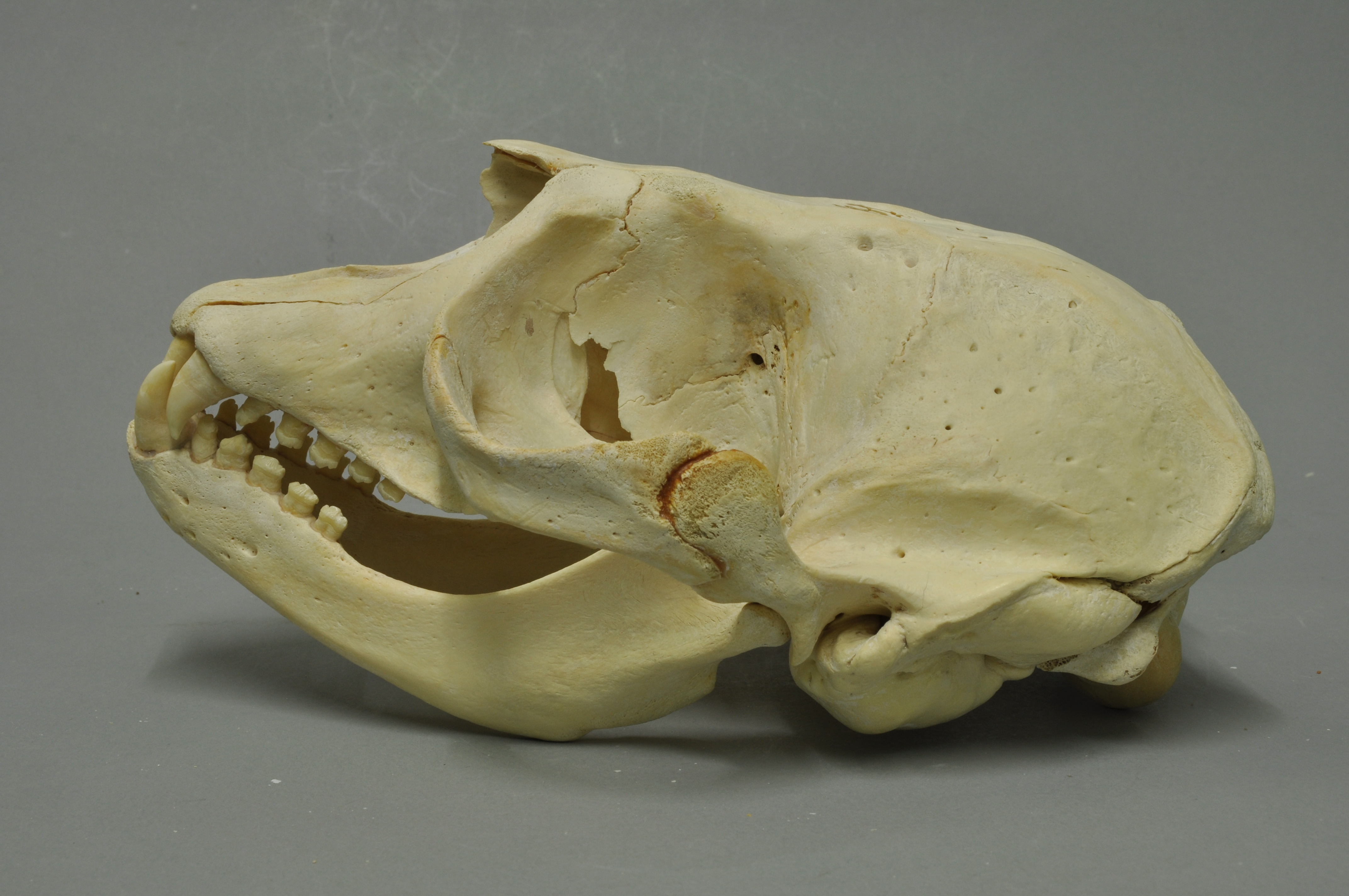
Schedel

De klapmuts (Cystophora cristata) is een zeeroofdier uit de familie der zeehonden (Phocidae). Het is de enige soort uit het geslacht Cystophora. Klapmutsmannetjes hebben net als de (onverwante) zeeolifanten een korte slurfachtige huidzak.

## Kenmerken
De klapmuts heeft een zilvergrijze vacht met een onregelmatig donkerbruin tot zwart vlekkenpatroon en een zwarte kop. Volgroeide mannetjes zijn veel groter dan de vrouwtjes. Mannetjes worden gemiddeld 260 en maximaal 350 centimeter lang en 192 tot 352 kilogram zwaar. Vrouwtjes worden gemiddeld 200 centimeter en maximaal 300 centimeter lang en 145 tot 300 kilogram zwaar.
Over het voorhoofd en de neus loopt een "muts", een zwarte huidzak, die bij mannetjes als een slurfje over de bek hangt. De muts van volwassen mannetjes is veel groter dan die van vrouwtjes en jonge dieren, en kan worden opgeblazen tot de grootte van zijn eigen kop. Na het opblazen van de muts kan het mannetje ook zijn neustussenschot opblazen. Hierbij sluit hij één neusgat (meestal het rechter), waarna het tussenschot als een grote rode ballon uit zijn andere neusgat komt.

## Verspreiding en leefgebied
Klapmutsen leven meestal in koud, diep water rond het pakijs.
De klapmuts komt voor in de Noordelijke Atlantische Oceaan en de Noordelijke IJszee, van Spitsbergen en Nova Zembla via de Witte Zee en de Noorse kust tot Noord-IJsland, Zuid-Groenland en Newfoundland. Als dwaalgast komt hij ook in Nederland voor, en zuidelijker zelfs tot in Portugal en Florida.

## Leefwijze
Klapmutsen jagen voornamelijk op vissen en inktvissen als pijlinktvis en octopus. Mogelijk zijn roodbaars en lodde de belangrijkste prooidieren. Ze jagen ook in dieper water. Klapmutsen kunnen 300 meter diep duiken en 20 minuten onderwater blijven. Van de bodem vangen ze soms ook garnalen, zeesterren en mosselen.
De klapmuts vast in de paar- en in de ruitijd.
In de zomer trekken de meeste klapmutsen naar de Straat Denemarken (tussen IJsland en Groenland), waar de dieren ruien. In de lente, vanaf februari, verzamelen de dieren zich op de paarplaatsen, voornamelijk Nova Scotia, Labrador en Jan Mayen (zie kaart).
De klapmuts leeft vaak in hetzelfde gebied als de zadelrob. Er is geen concurrentie tussen de soorten, omdat de klapmuts verder van de kust en in dieper water jaagt. Ook houdt de klapmuts zich vaker op bij drijfijs.

### Voortplanting

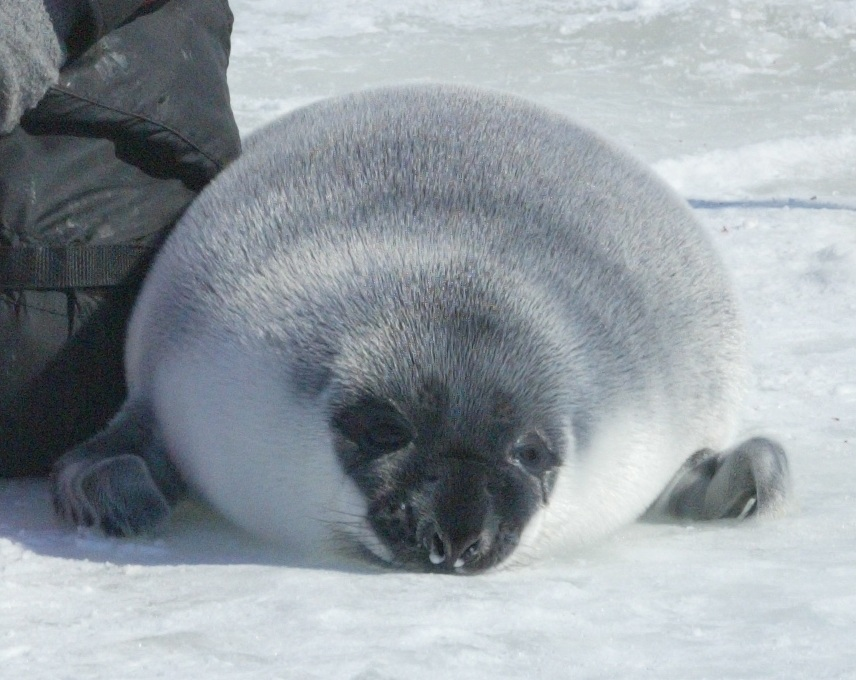
Jong dier

De jongen worden eind maart, begin april geboren. Niet lang daarna begint de paartijd. Tijdens de zoogtijd vergezelt een mannetje de moeder met jong op het ijs. Andere mannetjes worden op een afstand gehouden met de opgeblazen muts en ballon. Ook stoot hij een brullend geluid uit, dat versterkt wordt door de twee huidzakken.
De klapmuts kent een verlengde draagtijd. De eigenlijke draagtijd duurt zo'n 250 dagen. Tijdens de dracht ontwikkelt het jong een roomgrijze vacht, die ze voor de geboorte al verruilen voor een meer blauwige geboortevacht.
De klapmuts krijgt één jong per worp. Het jong is vrij groot bij de geboorte, 10 tot 30 (gemiddeld 22) kilogram zwaar en 87 tot 115 centimeter lang. De zoogtijd van de klapmuts is de kortst bekende zoogtijd van een zoogdier, gemiddeld slechts vier dagen. De moedermelk heeft een hoog vetgehalte, tot 65%, en het jong wordt drie tot vier keer per dag gezoogd. Het jong komt hierdoor vrij snel aan: aan het einde van de zoogtijd is het gewicht bijna verdubbeld. Aan het einde van de zoogtijd is het jong zelfstandig.
Vrouwtjes zijn na gemiddeld drie jaar geslachtsrijp, mannetjes na gemiddeld vijf jaar. Meestal planten mannetjes zich echter pas op latere leeftijd voort.
Klapmutsen worden maximaal 35 jaar oud. De belangrijkste vijanden zijn de mens en de ijsbeer. Ook Groenlandse haaien doden weleens een zwakkere klapmuts.

## Zeehondenjacht
De blauwe vacht van de jonge klapmutsen, die daarom ook wel "bluebacks" worden genoemd, is zeer populair bont. De jongen worden voor deze vacht doodgeknuppeld door pelsdierjagers. Vaak doden de pelsdierjagers ook de moeders, die hun jong fel verdedigen. Tegenwoordig is in veel landen de handel in deze vacht verboden.